# Oleksij Hontscharuk

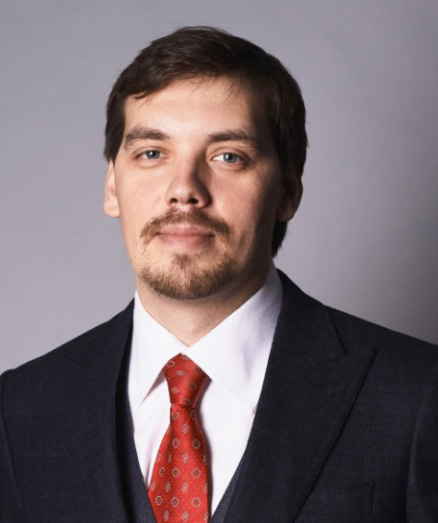
Oleksij Hontscharuk

Oleksij Walerijowytsch Hontscharuk (ukrainisch Олексі́й Вале́рійович Гончару́к; * 7. Juli 1984 in Horodnja, Ukrainische SSR) ist ein ukrainischer Politiker und Rechtsanwalt. Vom 29. August 2019 bis zum 4. März 2020 war er Ministerpräsident der Ukraine.

## Leben
Hontscharuk schloss die Schule in Horodnja im Norden der ukrainischen Oblast Tschernihiw mit Auszeichnung ab. Anschließend studierte er Jura an der Interregionalen Akademie für Personalmanagement sowie öffentliche Verwaltung an der Akademie für öffentliche Verwaltung des Präsidenten der Ukraine. Außerdem absolvierte er das Aspen Institute in Kiew und die Kiew-Mohyla Wirtschaftsschule (Києво-Могилянська бізнес-школа). Nach seinem Abschluss war er als Rechtsanwalt tätig.
Er ist Doktor der Rechtswissenschaften und außerordentlicher Professor für Finanz- und Bankrecht am Rechtsinstitut Wladimir der Große.
Von September 2015 an war er Vorsitzender des Büros für effektive Regulation (BRDO). Außerdem war er als freiberuflicher Berater des Ersten stellvertretenden Ministerpräsidenten der Ukraine, dem Minister für wirtschaftliche Entwicklung und Handel der Ukraine Stepan Kubiw tätig. Bis 2018 war er Mitglied der politischen Partei Kraft der Menschen (ukrainisch Сила людей Syla ljudej), für die er bei der Parlamentswahl 2014 kandidierte und später ausschied. Am 28. Mai 2019 wurde er durch Erlass des Präsidenten der Ukraine Wolodymyr Selenskyj zum stellvertretenden Leiter der Präsidialverwaltung der Ukraine ernannt. Bei der ersten Sitzung der neu gewählten Werchowna Rada am 29. August 2019 wurde er, auf Vorschlag von Präsident Wolodymyr Selenskyj, in Nachfolge von Wolodymyr Hrojsman, mit 290 von 424 Abgeordnetenstimmen zum Ministerpräsidenten der Ukraine gewählt und wurde somit der bisher jüngste ukrainische Regierungschef. Als Regierungschef leitete er das Kabinett Hontscharuk. Am 6. September 2019 wurde er zudem Mitglied des Nationalen Sicherheits- und Verteidigungsrats der Ukraine.
Bereits knapp fünf Monate nach seiner Ernennung zum Regierungschef reichte er am 17. Januar 2020 ein Rücktrittsgesuch bei Präsident Wolodymyr Selenskyj ein. Dem Rücktrittsgesuch voraus ging die Mitschnitt-Affäre über einen am 15. Januar auf YouTube veröffentlichten Gesprächsmitschnitt, in dem sich Hontscharuk über das nur „primitive“ Verständnis des Präsidenten von wirtschaftlichen Zusammenhängen äußert. Man müsse diese dem Präsidenten mit sehr einfachen Worten erklären. Hontscharuk erklärte, der Mitschnitt sei aus dem Zusammenhang gerissen und er wolle mit seinem Rücktrittsgesuch „alle Zweifel an der Hochachtung und dem Vertrauen, das [er] gegenüber dem Präsidenten hege,“ zerstreuen. Nach einem Gespräch zwischen Selenskyj und Hontscharuk am selben Tag lehnte dieser das Gesuch ab und forderte vom Inlandsgeheimdienst SBU Aufklärung darüber, wer das Gespräch aufgezeichnet habe.
Nach einem erneuten Rücktrittsgesuch ernannte das Parlament am 4. März 2020 den bisherigen Vizepremier Denys Schmyhal zu seinem Nachfolger. In einem Interview am 12. Juni 2020 mit Kyiv Post bestritt Hontscharuk, unfähig und gegenüber Selenskyj illoyal gewesen zu sein. Stattdessen habe Selenskyj ihn entlassen, da er gegen Korruption im Staatsapparat und in staatlichen Unternehmen vorgegangen sei, weshalb mächtige Einflussgruppen sich gegen ihn gewandt hätten. Ferner zweifelte Hontscharuk nicht an den guten Absichten Selenskyjs. Allerdings vermutete Hontscharuk, Selenskyj glaube anti-westlichen Fake News, wonach die USA über die Ukraine herrschten.
Nach seiner Entlassung äußerte Hontscharuk, er wolle weiterhin politisch aktiv sein und an seiner eigenen Vision für die Ukraine arbeiten. Er sei sich aber noch nicht sicher, wie er sie umsetzen werde. Im September 2020 gab die US-amerikanische Denkfabrik Atlantic Council bekannt, dass Hontscharuk ihr Fellow im Eurasia Center sei. Im Oktober 2021 wurde Hontscharuk Visiting Fellow des Freeman Spogli Institute for International Studies an der Stanford University. Dort kooperiert er auch mit dem Center on Democracy, Development and the Rule of Law. Letzteres bietet Programme an, um zukünftige ukrainische Führungspersonen auszubilden. Hontscharuk wollte erforschen, wie westliche Staaten der Ukraine helfen könnten, und Aktivisten, die sich für Demokratie einsetzen, ausbilden.

## Politischer Kurs als Ministerpräsident
Zu Beginn seiner Amtszeit erklärte Hontscharuk ein Wirtschaftswachstum von 40 % zum Hauptziel der neuen Regierung. Er wollte günstigere Bedingungen dafür schaffen, dass mehr Menschen aus dem In- und Ausland Kapital in der Ukraine investieren. Dadurch sollte der Lebensstandard steigen.
Schon Ende 2019 leitete die Regierung zahlreiche Reformen in die Wege. Ein Großteil entfiel auf den Wirtschaftsbereich.
Hontscharuk strebte an, dass der Staat das Wirtschaftsgeschehen möglichst wenig reguliert. Der Präsident Selenskyj und Hontscharuk setzten sich dafür ein, viele staatliche Unternehmen zu privatisieren und eine Bodenmarktreform durchzusetzen. In gewissem Sinne musste Hontscharuk einen solchen Kurs verfolgen. Der Internationale Währungsfonds forderte die Reformen und machte sie zu Bedingungen für weitere Kredite.
Um ausländische Investoren zu gewinnen, warb Hontscharuk zusammen mit Selenskyj im Januar 2019 auf dem Weltwirtschaftsforum in Davos für die Attraktivität der Ukraine. Ebenso verfolgte er dieses Ziel während anderer diplomatischer Treffen.
Hontscharuk befürwortete Selenskyjs Vorhaben, ein großes Infrastruktur-Programm zu beginnen. Dadurch sollten Arbeitsplätze und bessere Straßen geschaffen werden. Des Weiteren sprach er sich für ein Programm aus, in dem sich einige Banken dazu bereit erklärten, kleineren Unternehmen zu günstigen Konditionen Kredit zu geben.
Zusammen mit Selenskyj verkündete Hontscharuk im Februar 2020, dass in den folgenden Jahren immer mehr staatliche Dienstleistungen digitalisiert und mittels der Smartphone-App Dija erledigt werden könnten. Dadurch sollten bürokratische Vorgänge vereinfacht werden. Hontscharuk bezeichnete diese Digitalisierung auch als Schritt, um die ukrainische Volkswirtschaft wettbewerbsfähiger zu machen.

## Kritik
Kritisiert wurde Hontscharuk, nachdem er im Oktober 2019 ein Neonazi-Konzert besucht und singend auf der Bühne gestanden hatte. Darauf distanzierte sich Hontscharuk öffentlich von Ideologien. Er habe nicht gewusst, welche Bands dort spielten. Er könne als Ministerpräsident denjenigen, die das Land verteidigt hätten, nicht vorschreiben, was sie zu singen hätten.